# Alfred Winsloe
Sir Alfred Leigh Winsloe KCB, CVO, CMG (* 1852 in Pitminster, Somerset, England; † 16. Februar 1931 in Biarritz, Département Pyrénées-Atlantiques, Frankreich) war ein britischer Admiral der Royal Navy, der unter anderem von 1910 bis 1913 Befehlshaber der Marineverbände in China (China Station) war.

## Leben
Winsloe, zweitältestes von fünf Kindern von Richard Winsloe und dessen Ehefrau Maria Louisa Jack, absolvierte nach dem Schulbesuch eine Offiziersausbildung bei der Royal Navy. Am 1. Oktober 1874 erfolgte seine Beförderung zum Kapitänleutnant (Lieutenant) sowie am 30. Juni 1885 zum Fregattenkapitän (Commander). Am 30. Juni 1892 wurde er zum Kapitän zur See (Captain) befördert. Er war von 1900 bis 1902 Kommandeur des Kreuzergeschwaders (Cruiser Squadron) und während dieser Zeit auch Kommandant der Königlichen Yacht RMS Ophir während der Weltreise des Duke of York, George Frederick Ernest Albert und seiner Ehefrau Mary von März bis Oktober 1901. Für seine Verdienste als Kommandant der RMS Ophir während der Reise wurde er am 9. November 1901 Companion des Order of St. Michael and St. George (CMG). Im Anschluss folgte als Nachfolger von Kapitän zur See Francis Bridgeman zwischen dem 12. August 1903 und seiner Ablösung durch Kapitän zur See Charles Windham am 26. November 1904 eine Verwendung als Marine-Aide-de-camp von König Eduard VII.
Nach seiner Beförderung zum Konteradmiral am 26. November 1904 war er von 1904 bis 1906 Kommodore der Torpedo- und U-Boot-Flottillen (Torpedo and Submarine Craft Flotillas).
1907 wurde er Nachfolger von Kapitän zur See Frederick Inglefield als Vierter Seelord der Admiralität (Fourth Sea Lord) und war damit für Verpflegung, Nachschub, Transport und medizinische Versorgung der Marine zuständig. Dieses Amt übte er bis zu seiner Ablösung durch Konteradmiral Charles Madden 1910 aus. Durch ein Letters Patent vom 11. Februar 1907 wurde er als Vierter Seelord auch Mitglied der Kommission beim Lord High Admiral und Ersten Lord der Admiralität Edward Marjoribanks, 2. Baron Tweedmouth, der neben ihm auch Flottenadmiral John Arbuthnot Fisher (Erster Seelord), Vizeadmiral Charles Carter Drury (Zweiter Seelord), Konteradmiral Henry Bradwardine Jackson (Dritter Seelord) und George Lambert (Ziviler Lord der Admiralität) angehörten.
Während dieser Zeit wurde er am 5. November 1908 auch zum Vizeadmiral (Vice Admiral) befördert. Am 25. Juni 1909 wurde Winsloe zum Knight Commander des Order of the Bath (KCB) geschlagen, so dass er fortan den Namenszusatz „Sir“ führte. 1910 wurde er Nachfolger von Vizeadmiral Hedworth Meux als Befehlshaber der Marineverbände in China (China Station) und verblieb auf diesem Posten bis zu seiner Ablösung durch Vizeadmiral Martyn Jerram 1913. In dieser Verwendung wurde er schließlich am 20. September 1912 auch zum Admiral befördert.
Am 13. Dezember 1913 wurde Winsloe schließlich selbst in den Ruhestand und damit auf die Retired List versetzt. Zuletzt lebte er in der Downstreet 23, Piccadilly, London.